# Hime
Pour la coupe de cheveux, voire Coupe hime.
Genre
Hime est un genre de poissons osseux marins de la famille des Aulopidae.

## Liste d'espèces
Selon World Register of Marine Species (21 décembre 2023) :
- Hime capitonis Gomon & Struthers, 2015
- Hime caudizoma Gomon & Struthers, 2015
- Hime curtirostris (Thomson, 1967)
- Hime diactithrix (Prokofiev, 2008)
- Hime formosana (Lee & Chao, 1994)
- Hime japonica (Günther, 1877)
- Hime microps Parin & Kotlyar, 1989
- Hime pyrhistion Gomon, Struthers & Stewart, 2013
- Hime surrubea Gomon & Struthers, 2015

## Systématique
Le genre Hime a été créé en 1924 par l’ichtyologiste américain Edwin Chapin Starks (1867-1932) avec pour espèce type Hime japonica (Günther, 1877), initialement décrite sous le protonyme Aulopus japonicus,.

## Étymologie
Hime vient du japonais hime « princesse », qui selon Starks signifiait "demoiselle poisson".

## Publication originale
- (en) Edwin C. Starks, « Hime, a new genus of fishes related to Aulopus », Copeia, États-Unis, no 127,‎ 29 mars 1924, p. 30 (ISSN 0045-8511, e-ISSN 1938-5110, lire en ligne, consulté le 21 décembre).